# アルベルト・アインシュタイン (ATV)
アルベルト・アインシュタイン（Albert Einstein、ATV-004）は欧州補給機（ATV）の4号機。ドイツの物理学者、アルベルト・アインシュタインに因んで命名された。
アルベルト・アインシュタインのコンポーネントはイタリアのトリノ、およびドイツのブレーメンで建造され、2012年にブレーメンで最後の組み立てと試験を受けた。
日本時間2013年6月6日にギアナ宇宙センターからアリアン5ESロケットによって打ち上げられ、6月15日に国際宇宙ステーションズヴェズダにドッキング。燃料、水、空気、2,480kgのドライカーゴを含めて合計6,590kgの貨物を輸送した。10月28日にISSより分離、11月2日に大気圏に突入。